# Parepectasoides boliviana
Parepectasoides boliviana là một loài bọ cánh cứng trong họ Cerambycidae.